# Nati nel 1954/Luglio
| Questa pagina contiene informazioni ricavate automaticamente dalle voci biografiche con l'ausilio del template Bio e di un bot. L'aggiornamento è periodico e automatico e ricostruisce completamente la pagina. Se manca una persona in questa lista, sei pregato di non aggiungerla, ma accertati piuttosto che la sua voce biografica contenga il template Bio e che i dati anagrafici siano correttamente compilati. Se il template Bio manca, inseriscilo tu stesso o, in alternativa, metti l'avviso {{tmp\|Bio}} che ne segnala la mancanza. Se i dati riportati sono sbagliati, correggi direttamente la voce biografica; le modifiche saranno visibili in questa lista entro pochi giorni. Per chiarimenti vedi il progetto biografie. La lista contiene solo le 241 persone che sono citate nell'enciclopedia e per le quali è stato implementato correttamente il template Bio. Pagina aggiornata al 18 ago 2025. |

- 1º luglio - Martin Childs, scenografo britannico
- 1º luglio - Lawrence Gonzi, politico maltese
- 1º luglio - Sharif Hassan Sheikh Aden, politico somalo
- 1º luglio - György Horkai, ex pallanuotista ungherese
- 1º luglio - Jurij Koval'ov, ex calciatore sovietico
- 1º luglio - Antonino Lo Presti, avvocato e politico italiano
- 1º luglio - Abu Mahdi al-Muhandis, generale e politico iracheno († 2020)
- 1º luglio - Mohammed Tawfiq Allawi, politico iracheno
- 1º luglio - Keith Whitley, cantante statunitense († 1989)
- 1º luglio - Herbert Zimmermann, ex calciatore tedesco occidentale
- 2 luglio - Victor Amaya, ex tennista statunitense
- 2 luglio - Claudio Bisogniero, diplomatico e funzionario italiano
- 2 luglio - José Chaparro, ex calciatore colombiano
- 2 luglio - Wendy Schaal, attrice e doppiatrice statunitense
- 3 luglio - Jean-Pierre Batut, vescovo cattolico francese
- 3 luglio - Enio Drovandi, attore e regista teatrale italiano
- 3 luglio - Herbert Hainer, dirigente d'azienda tedesco
- 3 luglio - Vladimír Hirsch, compositore ceco
- 3 luglio - Alejandro Peña Esclusa, politico venezuelano
- 3 luglio - Urs Salzmann, bobbista svizzero
- 4 luglio - Malcolm Crosby, allenatore di calcio e ex calciatore inglese
- 4 luglio - Larry Van Kriedt, bassista e sassofonista statunitense
- 4 luglio - Lee Chang-dong, regista, sceneggiatore e politico sudcoreano
- 4 luglio - Marta Lucía Ramírez, politica e avvocata colombiana
- 4 luglio - Piernicola Silvis, scrittore e poliziotto italiano
- 4 luglio - Moshe Vardi, informatico israeliano
- 5 luglio - Jimmy Crespo, chitarrista statunitense
- 5 luglio - Philippe Hardy, sciatore alpino francese († 1984)
- 5 luglio - Kevin Hart, poeta, critico letterario e filosofo australiano
- 5 luglio - Michael Sadler, bassista britannico
- 5 luglio - Don Stark, attore statunitense
- 5 luglio - Leonor Zalabata, scrittrice e politica colombiana
- 5 luglio - Hamdin Sabahi, politico egiziano
- 6 luglio - Allyce Beasley, attrice e doppiatrice statunitense
- 6 luglio - Carlo Bresciani, allenatore di calcio e ex calciatore italiano
- 6 luglio - Massimo De Angelis, giornalista e filosofo italiano
- 6 luglio - Brian Pallister, politico canadese
- 6 luglio - Giuseppe Pasotto, vescovo cattolico italiano
- 7 luglio - Carlo Buccirosso, attore e regista teatrale italiano
- 7 luglio - Chris Davies, politico britannico
- 7 luglio - Girolamo Fazio, politico italiano
- 7 luglio - Rami Fortis, cantautore israeliano
- 7 luglio - Ismet Hadžić, calciatore e allenatore di calcio bosniaco († 2015)
- 7 luglio - Li Xuejian, attore cinese
- 7 luglio - Robert McNair Price, biblista e scrittore statunitense
- 7 luglio - Giorgio Santini, sindacalista e politico italiano
- 7 luglio - Mickey Thomas, allenatore di calcio e ex calciatore gallese
- 8 luglio - Ettore Boffano, giornalista italiano
- 8 luglio - Hallstein Bøgseth, ex combinatista nordico norvegese
- 8 luglio - Bayard Forrest, ex cestista statunitense
- 8 luglio - Francisco García Hernández, allenatore di calcio e ex calciatore spagnolo
- 8 luglio - Felice Mariani, politico e ex judoka italiano
- 8 luglio - Matthew Marsh, attore britannico
- 8 luglio - Domenico Montalto, giornalista e storico dell'arte italiano († 2011)
- 8 luglio - Stavri Nica, allenatore di calcio albanese
- 8 luglio - Ronald Spelbos, allenatore di calcio e ex calciatore olandese
- 9 luglio - Théophile Abega, calciatore camerunese († 2012)
- 9 luglio - Bouchraya Hammoudi Beyoun, politico saharawi
- 9 luglio - Ivan Cočev, lottatore bulgaro
- 9 luglio - Roberto Fernández, ex calciatore paraguaiano
- 9 luglio - Torbjörn Nilsson, allenatore di calcio e ex calciatore svedese
- 9 luglio - Kevin O'Leary, imprenditore e personaggio televisivo canadese
- 10 luglio - Andre Dawson, ex giocatore di baseball statunitense
- 10 luglio - Martha De Laurentiis, produttrice cinematografica statunitense († 2021)
- 10 luglio - José González Ganoza, calciatore peruviano († 1987)
- 10 luglio - Luisa Ottolini, fisica italiana
- 10 luglio - Manoel Delson Pedreira da Cruz, arcivescovo cattolico brasiliano
- 10 luglio - Peter Seewald, giornalista e scrittore tedesco
- 10 luglio - Michele Serra, giornalista, umorista e scrittore italiano
- 10 luglio - Neil Tennant, cantautore britannico
- 10 luglio - Lee David Zlotoff, sceneggiatore, produttore televisivo e regista statunitense
- 11 luglio - Motti Aroesti, ex cestista israeliano
- 11 luglio - Paolo Beldì, regista televisivo italiano († 2021)
- 11 luglio - Fabrizio Castori, allenatore di calcio e ex calciatore italiano
- 11 luglio - Alfonso Durazo Montaño, politico messicano
- 11 luglio - Christine Lakeland, cantante e musicista statunitense
- 11 luglio - Rich Laurel, ex cestista statunitense
- 11 luglio - Butch Reed, wrestler e giocatore di football americano statunitense († 2021)
- 11 luglio - Berit Reiss-Andersen, avvocata e politica norvegese
- 11 luglio - Isaac Sinkot, dirigente sportivo, allenatore di calcio e ex calciatore camerunese
- 12 luglio - Jeb Blount, ex giocatore di football americano statunitense
- 12 luglio - Wolfgang Dremmler, ex calciatore tedesco
- 12 luglio - Dave Irwin, ex sciatore alpino canadese
- 12 luglio - Marika Lagercrantz, attrice svedese
- 12 luglio - Gary John Locke, ex calciatore inglese
- 12 luglio - Betty McCollum, politica statunitense
- 12 luglio - Lisa Pelikan, attrice statunitense
- 13 luglio - Sezen Aksu, cantante turca
- 13 luglio - Michael Charles Barber, vescovo cattolico statunitense
- 13 luglio - Emilia Calini, politica italiana
- 13 luglio - Jake Findlay, calciatore scozzese († 2025)
- 13 luglio - Andrew Klavan, scrittore e sceneggiatore statunitense
- 13 luglio - Louise Mandrell, cantante, chitarrista e violinista statunitense
- 13 luglio - Luigi Piccatto, fumettista, giocatore di football americano e allenatore di football americano italiano († 2023)
- 13 luglio - David Thompson, ex cestista statunitense
- 14 luglio - Erkki Antila, biatleta finlandese († 2023)
- 14 luglio - Claudio Beccari, doppiatore, direttore del doppiaggio e regista italiano
- 14 luglio - Cinzia Romani, giornalista e scrittrice italiana
- 15 luglio - Stefano Ardito, scrittore, alpinista e regista italiano
- 15 luglio - Alberto Bovo, architetto e designer italiano
- 15 luglio - Candace Cable, ex sciatrice alpina e ex atleta paralimpica statunitense
- 15 luglio - Tarak Dhiab, ex calciatore tunisino
- 15 luglio - Dee D. Jackson, cantante, musicista e produttrice discografica britannica
- 15 luglio - Geōrgios Kaminīs, politico greco
- 15 luglio - Mario Kempes, ex calciatore, allenatore di calcio e commentatore televisivo argentino
- 15 luglio - Andrzej Tadeusz Kijowski, critico letterario, poeta e giornalista polacco
- 15 luglio - Maria Lea Pedini, politica e diplomatica sammarinese
- 15 luglio - Gesualdo Piacenti, allenatore di calcio e ex calciatore italiano
- 15 luglio - Domenico Siniscalco, economista e banchiere italiano
- 16 luglio - Javad Allahverdi, ex calciatore iraniano
- 16 luglio - Flora Calvanese, politica italiana
- 16 luglio - Caroline Champetier, direttrice della fotografia francese
- 16 luglio - Riitta Inkeri Väisänen, modella, attrice e conduttrice televisiva finlandese
- 16 luglio - Hugh O'Neill, ex calciatore statunitense
- 17 luglio - Rick Barnes, allenatore di pallacanestro statunitense
- 17 luglio - Moses Elisaf, politico e medico greco († 2023)
- 17 luglio - Roberto Galli, biologo, micologo e giornalista italiano
- 17 luglio - Angela Merkel, politica tedesca
- 17 luglio - José Mina, ex calciatore colombiano
- 17 luglio - Steve Myer, ex giocatore di football americano statunitense
- 17 luglio - Edward Natapei, politico vanuatuano († 2015)
- 17 luglio - Nguyễn Xuân Phúc, politico vietnamita
- 17 luglio - J. Michael Straczynski, fumettista, sceneggiatore e scrittore statunitense
- 17 luglio - Gerhard Wagner, presbitero austriaco
- 18 luglio - Takashi Amano, fotografo, naturalista e designer giapponese († 2015)
- 18 luglio - Roberto Cimatti, direttore della fotografia italiano
- 18 luglio - Marco Ferrando, politico italiano
- 18 luglio - Ken Laszlo, cantante italiano
- 18 luglio - Ephrem M'Bom, calciatore camerunese († 2020)
- 18 luglio - Ricky Skaggs, cantante, musicista e produttore discografico statunitense
- 18 luglio - Franziska Troegner, attrice tedesca
- 18 luglio - Wally Walker, ex cestista e dirigente sportivo statunitense
- 18 luglio - Pio d'Emilia, giornalista italiano († 2023)
- 19 luglio - Maurizio Abbatino, mafioso e collaboratore di giustizia italiano
- 19 luglio - Alvan Adams, ex cestista statunitense
- 19 luglio - Marco Bacci, scrittore e giornalista italiano
- 19 luglio - Art Burns, ex discobolo statunitense
- 19 luglio - Brad Cooper, ex nuotatore australiano
- 19 luglio - Claudio Giovanardi, linguista, scrittore e docente italiano
- 19 luglio - Kim Gang-nam, ex calciatore sudcoreano
- 19 luglio - Kim Sung-nam, ex calciatore sudcoreano
- 19 luglio - Francesco Maglione, dirigente sportivo italiano
- 19 luglio - Luigi Mazzuto, politico italiano
- 19 luglio - Mark O'Donnell, umorista e scrittore statunitense († 2012)
- 19 luglio - Riccardo Piferi, autore televisivo, paroliere e regista teatrale italiano
- 19 luglio - Miguel Ángel Torres, ex calciatore argentino
- 19 luglio - Michael Wüstenberg, vescovo cattolico e missionario tedesco
- 20 luglio - Knox Chandler, musicista statunitense
- 20 luglio - Moira Harris, attrice statunitense
- 20 luglio - Larry Levan, disc jockey statunitense († 1992)
- 20 luglio - Adriana Libretti, attrice, doppiatrice e scrittrice italiana
- 20 luglio - Lo Ta-yu, cantautore taiwanese
- 20 luglio - Massimo Mazzucco, regista, sceneggiatore e blogger italiano
- 20 luglio - Antonio Miglietta, autore televisivo e conduttore radiofonico italiano
- 20 luglio - Settimio Passamonti, militare italiano († 1977)
- 20 luglio - Keith Scott, musicista canadese
- 20 luglio - Denis Ugolini, politico italiano († 2016)
- 21 luglio - Aleksandr Abušachmetov, schermidore sovietico († 1996)
- 21 luglio - Baffo Banfi, musicista e compositore italiano
- 21 luglio - Danièle Debernard, ex sciatrice alpina francese
- 21 luglio - Eric Maes, ex calciatore e ex giocatore di calcio a 5 belga
- 21 luglio - Hennie Stamsnijder, ex ciclocrossista, ciclista su strada e pistard olandese
- 22 luglio - Dainis Bremze, ex slittinista sovietico
- 22 luglio - Maurizio Cevenini, politico italiano († 2012)
- 22 luglio - Al Di Meola, chitarrista, compositore e produttore discografico statunitense
- 22 luglio - Steve LaTourette, politico e avvocato statunitense († 2016)
- 22 luglio - Tiziano Manfrin, calciatore italiano († 2012)
- 22 luglio - Lonette McKee, attrice, regista e sceneggiatrice statunitense
- 22 luglio - Giancarlo Soldi, regista e sceneggiatore italiano
- 22 luglio - Stu Wilson, rugbista a 15 neozelandese († 2025)
- 22 luglio - Giovanni Ziggiotto, pilota motociclistico italiano († 1977)
- 23 luglio - Roberto Amen, giornalista italiano
- 23 luglio - Magdalena Bartoș, ex schermitrice rumena
- 23 luglio - Lorenzo Bersezio, scrittore italiano
- 23 luglio - Vachtang Blagidze, ex lottatore georgiano
- 23 luglio - Susan Dunn, soprano statunitense
- 23 luglio - Nicolae Negrilă, ex calciatore rumeno
- 23 luglio - Saúl Rivero, calciatore uruguaiano († 2022)
- 23 luglio - Annie Sprinkle, ex attrice pornografica statunitense
- 24 luglio - Alessandra Belloni, musicista, cantautrice e ballerina italiana
- 24 luglio - Vasile Dîba, canoista rumeno († 2024)
- 24 luglio - Jorge Jesus, allenatore di calcio e ex calciatore portoghese
- 24 luglio - Živan Ljukovčan, ex calciatore jugoslavo
- 24 luglio - Syd Macartney, regista britannico
- 24 luglio - Claire McCaskill, politica statunitense
- 24 luglio - Gregorio Paolini, autore televisivo e produttore televisivo italiano
- 24 luglio - Carlo Romano, oboista italiano
- 24 luglio - Steve Schindler, ex giocatore di football americano statunitense
- 25 luglio - Júlio César Coelho de Moraes, ex calciatore brasiliano
- 25 luglio - Claudio Ferrarini, flautista italiano
- 25 luglio - Andy Frederick, ex giocatore di football americano statunitense
- 25 luglio - Lynne Frederick, attrice inglese († 1994)
- 25 luglio - Zdeněk Hruška, allenatore di calcio e ex calciatore cecoslovacco
- 25 luglio - Michelina Lunesu, politica italiana
- 25 luglio - Gian Marco Marcucci, avvocato, notaio e politico sammarinese
- 25 luglio - Jürgen Trittin, politico tedesco
- 26 luglio - Mareike Carrière, attrice tedesca († 2014)
- 26 luglio - Francesca Ciardi, attrice italiana
- 26 luglio - Vitas Gerulaitis, tennista statunitense († 1994)
- 26 luglio - Michael Grant, scrittore statunitense
- 26 luglio - Salvatore Naldi, imprenditore e dirigente sportivo italiano
- 26 luglio - Pëtr Počenčuk, marciatore sovietico († 1991)
- 26 luglio - Viorel Ștefan, politico e economista rumeno
- 27 luglio - Philippe Alliot, ex pilota automobilistico francese
- 27 luglio - Phil Bond, ex cestista statunitense
- 27 luglio - Manny Fernandez, wrestler statunitense
- 27 luglio - Paul Hegarty, allenatore di calcio e ex calciatore scozzese
- 27 luglio - Peter Mueller, ex pattinatore di velocità su ghiaccio statunitense
- 27 luglio - Claudia Salvatori, scrittrice e fumettista italiana
- 27 luglio - Dragan Todorić, ex cestista e dirigente sportivo jugoslavo
- 27 luglio - Erwin Wurm, artista austriaco
- 28 luglio - Bruce Abbott, attore statunitense
- 28 luglio - Laurence Boschetto, dirigente d'azienda statunitense
- 28 luglio - Hugo Chávez, politico e militare venezuelano († 2013)
- 28 luglio - Depsa, autore televisivo, paroliere e musicista italiano
- 28 luglio - Gerd Faltings, matematico tedesco
- 28 luglio - Allan Kozinn, giornalista, critico musicale e docente statunitense
- 28 luglio - Steve Morse, chitarrista statunitense
- 28 luglio - Luigi Pirollo, copilota di rally italiano
- 28 luglio - Antonio Sciortino, giornalista e presbitero italiano
- 28 luglio - Slaviša Žungul, ex calciatore jugoslavo
- 29 luglio - Marja-Sisko Aalto, pastora protestante finlandese
- 29 luglio - Jeannetta Arnette, attrice statunitense
- 29 luglio - Ryszard Podlas, ex velocista polacco
- 29 luglio - Antonella Rebuzzi, politica italiana († 2018)
- 29 luglio - Carmen Rosoleni, ex sciatrice alpina italiana
- 29 luglio - Kazuo Shii, politico giapponese
- 30 luglio - Andris Blicavs, ex cestista australiano
- 30 luglio - Ian Callum, designer britannico
- 30 luglio - Gregory Johnson, ex astronauta statunitense
- 30 luglio - Stefano Morselli, politico italiano
- 30 luglio - Ken Olin, attore, regista e produttore televisivo statunitense
- 30 luglio - Michael Wolf, fotografo tedesco († 2019)
- 31 luglio - Rainer Bock, attore tedesco
- 31 luglio - Ezio Costanzo, giornalista e storico italiano
- 31 luglio - Stefano De Sando, attore e doppiatore italiano
- 31 luglio - José Roberto Guimarães, allenatore di pallavolo e ex pallavolista brasiliano
- 31 luglio - Eduardo Missoni, educatore e medico italiano
- 31 luglio - Renato Pasquali, allenatore di pallacanestro e dirigente sportivo italiano
- 31 luglio - Ottorino Piotti, ex calciatore e dirigente sportivo italiano
- 31 luglio - Lars Widenfalk, scultore svedese